# Birkenmäuse
Die Birkenmäuse (Sicista) oder Streifenhüpfmäuse sind eine Gattung der Mäuseverwandten (Myomorpha).

## Merkmale
Alle Arten besitzen einen langen Schwanz von 6,5–11 cm Länge und wiegen etwa 6–14 g. Die Kopfrumpflänge liegt zwischen 5 und 9 cm. Die Fellfarbe ist oberseits hellbraun oder dunkelbraun bis bräunlich-gelb und unterseits blasser, doch meist auch bräunlich.

## Lebensweise
Die verschiedenen Arten der Birkenmäuse findet man in unterschiedlichsten Habitaten wie Wäldern, Steppen, Sümpfen, Mooren, und subalpinen Wiesen. Sie leben in selbstgegrabenen Höhlen, deren Nestkammern mit trockenem Gras und Pflanzenstängeln ausgepolstert werden. Sie bewegen sich am Boden hüpfend fort und sind auch in der Lage, auf Zweigen zu klettern. Die Tiere sind nachtaktiv.

## Arten
Die Gattung der Birkenmäuse (Sicista) besteht aus über 20 Arten:
- Armenische Birkenmaus (Sicista armenica) Nordwest-Armenien
- Waldbirkenmaus (Sicista betulina)
- Kaukasische Birkenmaus (Sicista caucasica) Nordkaukasus, Westkaukasus und Armenien
- Langschwanz-Birkenmaus (Sicista caudata) Ussurigebiet der Mandschurei und Südsibiriens, Sachalin
- Tsymliansk-Steppenbirkenmaus (Sicista cimlanica)
- Chinesische Birkenmaus (Sicista concolor) Nordpakistan und Kaschmir bis zu den Bergen von Gansu und Sichuan in Zentralchina
- Kasbek-Birkenmaus (Sicista kazbegica) Georgien
- Kluchor-Birkenmaus (Sicista kluchorica) Nordkaukasus
- Sicista leathemi Kaschmir[3]
- Sicista meiguites Sichuan[3]
- Altai-Birkenmaus (Sicista napaea) Nordwestliches Altaigebirge  in Süd-Zentralsibirien
- Nordmann-Steppenbirkenmaus (Sicista loriger) (Nathusius, 1840)
- Graue Birkenmaus (Sicista pseudonapaea) Südliches Altaigebirge in Kasachstan
- Severtzov-Birkenmaus (Sicista severtzovi) Woronesch-Region in Südrussland
- Strand-Birkenmaus (Sicista strandi) Kursk und Kaukasus-Gebiete im südlichen Russland
- Steppenbirkenmaus (Sicista subtilis)
- Talgar-Birkenmaus (Sicista talgarica)
- Terskey-Birkenmaus (Sicista terskeica)
- Tianshan-Birkenmaus (Sicista tianshanica) Tianshan-Gebirge
- Ungarn-Steppenbirkenmaus (Sicista trizona) (Frivaldszky, 1865)
- Sicista weigoldi Sichuan[3]
- Zhetysu-Birkenmaus (Sicista zhetysuica)

Sicista betulina und Sicista subtilis unterscheiden sich von den anderen Arten durch einen auffälligen schwarzen Strich, der entlang der Rückenmitte verläuft.

## Systematik
Die Birkenmäuse galten lange Zeit als Unterfamilie der Springmäuse (Dipodidae), obwohl sie keine verlängerten Hinterbeine besitzen und äußerlich mehr an Echte Mäuse erinnern, wobei aber angenommen wird, dass sie an der Basis der Springmäuse stehen. Im Handbook of the Mammals of the World, einem Standardwerk zur Mammalogie, werden sie als eigenständige Familien behandelt.

## Bedrohung
Die Art Sicista armenica wird von der IUCN als vom Aussterben bedroht eingestuft. Schätzungen zufolge leben nur noch etwa 250 Tiere. Sicista caudata gilt aufgrund von Lebensraumzerstörung als gefährdet. Die Waldbirkenmaus (Sicista betulina) und die Steppenbirkenmaus (Sicista subtilis) gelten beide trotz ihrer großen Verbreitungsgebiete als gering gefährdet. Der Grund liegt wohl in ihren relativ speziellen Lebensraumanforderungen.